# Tjüi (distrikt)
Tjujskij Rajon (ryska: Чуйский Район) är ett distrikt i Kirgizistan. Det ligger i oblastet Tjüj Oblusu, i den centrala delen av landet, 60 km öster om huvudstaden Bisjkek.